# Lukas Sandell
Lukas Sandell (født d. 3. februar 1997 i Eslöv) er en svensk håndboldspiller, som spiller i Veszprém KC og på Sveriges håndboldlandshold.